# レスリー・ニールセン 裸のサンタクロース
『レスリー・ニールセン 裸のサンタクロース』（原題：Santa Who?）は、アメリカ合衆国の映画作品（テレビ映画）。2000年11月19日にABCで放送。日本では2001年11月23日にパイオニアLDCからDVDリリース。VHSは徳間ジャパンコミュニケーションズからのリリース。

## キャスト
| 役名             | 俳優                                                    | 日本語吹替                  |
| ---------------- | ------------------------------------------------------- | --------------------------- |
| サンタクロース   | レスリー・ニールセン                                    | 広川太一郎                  |
| ピーター         | スティーヴン・エックホルト コナー・カニンガム（幼少時） | 井上倫宏 近藤玲子（幼少時） |
| クレア           | ロビン・ライヴリー                                      | 唐沢潤                      |
| ザック           | マックス・モロー                                        | 矢島晶子                    |
| グレイディ       | R.D.リード                                              | 横尾博之                    |
| ルパート         | ダレン・フロスト                                        | 水野光太                    |
| マックス         | トミー・デヴィッドソン                                  | 大黒和広                    |
| ナンシー         | エリザベス・ブラウン                                    | 望木祐子                    |
| レイ             | ロジャー・クラウン                                      | 安東桂吾                    |
| エレン           | キャロル・レンパート                                    | 杉本ゆう                    |
| レニー           | カレン・ルブラン                                        | 弓場沙織                    |
| エリクソン博士   | カレン・ロビンソン                                      | 田中結子                    |
| シスター・グレダ | ローラ・デカートレット                                  | 森うたう                    |

- その他の声の吹き替え：丸山純路／河相智哉／田島康成